# Несс, Джейми
Дже́йми Несс (англ. Jamie Ness; 2 марта 1991, Трун, Саут-Эршир, Шотландия) — шотландский футболист, полузащитник клуба «Данди».

## Клубная карьера
Несс родился 2 марта 1991 года в небольшом шотландском городке Трун области Саут-Эршир.

### «Рейнджерс»
В 2005 году Джейми поступил в Академию глазговского клуба «Рейнджерс». Проведя три года в юношеской команде «джерс», летом 2008 года полузащитник подписал с грандом шотландского футбола свой первый профессиональный контракт. Следующие два года Несс из-за череды травм безуспешно пытался пробиться в основную команду «Рейнджерс». Летом 2009 года полузащитник впервые вышел на поле во «взрослом» составе глазговцев, приняв участие в товарищеском поединке против английского «Портсмута». В ноябре того же года главный тренер «джерс» Уолтер Смит назвал Джейми «одним из самых перспективных молодых игроков глазговского клуба». Первый поединок в профессиональном футболе Несс провёл 26 декабря 2010 года, выйдя на замену вместо Владимира Вайсса во встрече шотландской Премьер-лиги с «Мотеруэллом». С этого матча молодой полузащитник начал регулярно появляться в основном составе «джерс» в сезоне 2010/11, достойно заменив выбывшего до конца футбольного года из-за травмы Ли Маккаллоха. 6 февраля Несс забил свой первый год за «Рейнджерс» — случилось это в матче дерби «Old Firm», в котором команда Джейми в рамках Пятого раунда Кубка Шотландии встречалась с «Селтиком». На 3-й минуте игры после углового у ворот «кельтов» мяч отскочил к молодому полузащитнику, и тот, не доходя метра до штрафной площади, неотразимо пробил в верхний угол ворот голкипера «бело-зелёных» Фрейзера Форстера. Сам поединок закончился с ничейным результатом 2:2. 13 февраля за свои успешные выступления в составе «джерс» в январе Несс удостоился награды «Молодого игрока месяца шотландской Премьер-лиги». 7 марта полузащитник пролонгировал с «Рейнджерс» соглашение о сотрудничестве сроком до лета 2015 года.
На старте нового сезона 2011/12 главный тренер «джерс» Алли Маккойст стал ещё активнее привлекать Несса и его ровесника Грегга Уайлда к тренировкам выступлениям первой команды. Но отыграв всего лишь две игры в чемпионате страны, Джейми в очередной раз получил травму и выбыл по первоначальным сообщениям до конца футбольного года. Но на финише сезона хавбек, оправившись от повреждения, смог провести три матча и забил один гол (в ворота «Данди Юнайтед»).
В июне 2012 года Несс выступил в заявлением, что он намерен покинуть стан «Рейнджерс», не желая участвовать в структуре, созданной новым владельцем «джерс» Чарльзом Грином, купившим клуб на пике его финансовых проблем в середине 2012 года. Ранее Шотландская футбольная ассоциация (профсоюз футболистов страны) объявила, что любые игроки глазговцев при желании имеют право стать свободными агентами без выплаты «рейнджерам» компенсации.

### «Сток Сити»
3 июля 2012 года Несс подписал 4-летний контракт с клубом английской Премьер-лиги «Сток Сити».
28 августа Джейми дебютировал в официальной игре за «гончаров», выйдя на замену на 76-й минуте поединка Кубка английской лиги против «Суиндон Таун».

## Сборная Шотландии
С 2007 года Несс защищает цвета различных юношеских сборных Шотландии. В период с 2010 по 2012 год являлся игроком национальной молодёжной команды, в составе которой Джейми дебютировал 17 ноября 2010 года в товарищеском поединке против сверстников из Северной Ирландии.

## Достижения

### Командные достижения
«Рейнджерс»
- Чемпион Шотландии: 2010/11

### Личные достижения
- Молодой игрок месяца шотландской Премьер-лиги: январь 2011

## Клубная статистика
| Клуб                 | Сезон                | Чемпионат | Чемпионат | Кубок | Кубок | Кубок Лиги | Кубок Лиги | Еврокубки | Еврокубки | Итого | Итого |
| Клуб                 | Сезон                | Игры      | Голы      | Игры  | Голы  | Игры       | Голы       | Игры      | Голы      | Игры  | Голы  |
| -------------------- | -------------------- | --------- | --------- | ----- | ----- | ---------- | ---------- | --------- | --------- | ----- | ----- |
| Рейнджерс            | 2010/11              | 11        | 0         | 2     | 1     | —          | —          | —         | —         | 13    | 1     |
| Рейнджерс            | 2011/12              | 5         | 1         | —     | —     | —          | —          | —         | —         | 5     | 1     |
| Всего за «Рейнджерс» | Всего за «Рейнджерс» | 16        | 1         | 2     | 1     | 0          | 0          | 0         | 0         | 18    | 2     |
| Сток Сити            | 2012/13              | —         | —         | —     | —     | 1          | 0          | —         | —         | 1     | 0     |
| Всего за «Сток Сити» | Всего за «Сток Сити» | 0         | 0         | 0     | 0     | 1          | 0          | 0         | 0         | 1     | 0     |
| Всего за карьеру     | Всего за карьеру     | 16        | 1         | 2     | 1     | 1          | 0          | 0         | 0         | 19    | 2     |

(откорректировано по состоянию на 28 августа 2012)